# Sorocko
Sorocko (ukr. Сороцьке, Soroćke) – wieś w rejonie tarnopolskim.
Pod koniec XIX w. część wsi nazywała się Mytnica. W Galicji w powiecie skałackim, w II RP w trembowelskim. Pod okupacją niemiecką istniała gmina Sorocko w Kreishauptmannschaft Tarnopol.
W 1870 r. hr. Wacław Baworowski kupił Serocko dla swojego syna Michała, tworząc tu mocno rozwinięty folwark z kuźniami, cegielniami i wapiennikami oraz sadami owocowymi.
W okresie międzywojennym we wsi przeważali Ukraińcy, działała tu silna placówka OUN. Polacy stanowili 25% mieszkańców. Po wkroczeniu Sowietów ostatnia właścicielka Sorocka, Maria Baworowska, została aresztowana przez NKWD. Zmarła w 1940 r. w więzieniu w Tarnopolu.
W 1944 r. nacjonaliści ukraińscy z UPA dokonali zbrodni w Sorocku, zabijając łącznie 112 Polaków, w tym miejscowego proboszcza ks. Adama Drzyzgę.
Do 2020 w rejonie trembowelskim.

## Zabytki
- pałacyk secesyjny, wzniesiony przez Baworowskich na miejscu rozebranego dworu, zbudowanego w stylu klasycystycznym. Obiekt, otoczony sporym parkiem, został zniszczony przez wojska rosyjskie w 1914 r. Po II wojnie światowej prawie całkowicie rozebrany[4][5].
- kościół rzymskokatolicki pw. Matki Bożej Nieustającej Pomocy – murowany, neogotycki, trójnawowy, z wieżą na frontonie. Do II połowy XIX rzymskokatoliccy mieszkańcy wsi należeli do parafii św. Wacława w Baworowie. W 1865 r. zbudowali w Sorocku własną kaplicę. W 1902 r. arcybiskup lwowski Józef Bilczewski poświęcił kamień węgielny pod kościół filialny W 1907 r. kościół ten, wzniesiony z fundacji właścicieli ziemskich Michała Wiktora Baworowskiego (1860–1933) i jego małżonki Marii Seweryny z Dunin-Borkowskich (1862–1919), został konsekrowany. Projektantem był Michał Kowalczyk. W 1909 r. powstała tu ekspozytura parafialna, a w 1925 r. odrębna parafia, posiadająca kaplice filialne we wsiach Iławcze i Kozówka oraz 2 tys. wiernych. Po II wojnie kościół zamieniono na magazyn, w wyniku pożaru w 1970 r. popadł on w ruinę[6][5].